# La Véritable Histoire du chat botté
Pour les articles homonymes, voir Le Chat botté (homonymie).
Pour plus de détails, voir Fiche technique et Distribution.
La Véritable Histoire du chat botté est un film français, réalisé par Jérôme Deschamps, Pascal Hérold et Macha Makeïeff, sorti le 1er avril 2009.

## Synopsis
À la mort d'un meunier, les deux fils aînés héritent du moulin tandis que le benjamin Petit Pierre est chargé de s'occuper du chat de son père. Mais ce n'est pas un chat ordinaire, bavard comme une pie et marchant sur ses pattes de derrière, ses bottes rouges lui procurent des pouvoirs magiques. Le matou va aider son maître à conquérir le cœur de la princesse Manon (danseuse et chanteuse) que convoite aussi l'odieux chambellan du roi qui veut s'emparer du trône.....

## Fiche technique
- Titre original : La Véritable Histoire du chat botté
- Réalisation : Jérôme Deschamps, Pascal Hérold et Macha Makeïeff
- Scénario : Jérôme Deschamps, Pascal Hérold, Macha Makeïeff, d'après le conte de Charles Perrault
- Musique : Moriarty
- Costumes : Macha Makeïeff
- Animation : Stéphane Daegelen (directeur artistique graphique), Emmanuel Linot (Directeur technique animation) et Ali Hamdan (directeur technique 3D)
- Montage : Laurent Pelé-Piovani
- Production : Pascal Hérold (producteur), Catherine Macresy-Estevan (productrice exécutive)
- Société de production : Hérold and Family, MK2 Productions, France 3 Cinéma, Nexus Factory, SAGA Production, uFilm, Nadeo, La Compagnie Deschamps et Makeïeff, Canal+, CinéCinéma, Télévision suisse romande et Phase 4 Films
- Pays de production :  France
- Genre : animation, aventure et comédie
- Durée : 80 minutes
- Date de sortie : France : 1er avril 2009

## Distribution
Liste des acteurs ayant servi pour les voix originales des personnages :
- Jérôme Deschamps : le chat
- Yolande Moreau : la reine
- Louise Wallon : la princesse
- Arthur Deschamps : petit Pierre
- Jean-Claude Bolle-Reddat : le chambellan
- Atmen Kelif : doc Marcel
- André Wilms : l'ogre

### Adaptations
- La véritable histoire du chat botté, bande dessinée  de Tarek, Aurélien Morinière et Svart, EP Jeunesse, 2009
- La véritable histoire du chat botté, l'album du film de Laurence Gillot et Stéphane Daegelen, Bayard, 2009
- La véritable histoire du chat botté, le roman du film de Gudule et Roland Garrigue, Bayard, 2009
- La véritable histoire du chat botté, le livre d'activités du film de Mathieu Rocher et Stéphane Daegelen, Bayard, 2009
- La véritable histoire du chat botté, l'art book du film de Raphaële Botte et Stéphane Daegelen, Bayard, 2009
- La véritable histoire du chat botté, (Hors-série de la revue Les Belles Histoires), Bayard, mars 2009